# Enon Kisa-Pojat
Enon Kisa-Pojat är en idrottsförening i Eno i Joensuu i landskapet Norra Karelen. Föreningen grundades 1945 och har år 2017 sektioner för skidskytte, längdskidåkning, orientering, friidrott och konditionsträning. Skidskytten Mari Eder som tävlat i världscupen sedan 2007 är fostrad i Enon Kisa-Pojat.